# Cobaltkoritnigite
La cobaltkoritnigite è un minerale appartenente al gruppo della koritnigite.